# Val-de-Marne
Val-de-Marne (94) is een Frans departement, gelegen in de regio Île-de-France. De prefectuur is Créteil, alhoewel Vitry-sur-Seine de grootste gemeente naar inwonertal is. Het departement werd opgericht op 1 januari 1968 uit het zuidoostelijk deel van het opgeheven departement Seine.

## Geografie
Val-de-Marne is omgeven door de departementen Seine-et-Marne in het oosten, de hoofdstad Parijs in het noordwesten, Hauts-de-Seine in het westen, Seine-Saint-Denis in het noorden en Essonne in het zuiden.
Val-de-Marne bestaat uit de drie arrondissementen:
- Arrondissement Créteil
- Arrondissement L'Haÿ-les-Roses
- Arrondissement Nogent-sur-Marne

Val-de-Marne telt 25 kantons:
- Kantons van Val-de-Marne

Val-de-Marne telt 47 gemeenten:
- Lijst van gemeenten in het departement Val-de-Marne

## Demografie

### Demografische evolutie sinds 1962
| Naam         | Index 1962 | Index 1968 | Index 1975 | Index 1982 | Index 1990 | Index 1999 | Index 2008 | Index 2019 |
| ------------ | ---------- | ---------- | ---------- | ---------- | ---------- | ---------- | ---------- | ---------- |
| Val-de-Marne | 100,0      | 115,0      | 124,7      | 122,4      | 124,7      | 125,9      | 134,5      | 144,1      |
| Frankrijk*   | 100,0      | 107,1      | 113,3      | 117,0      | 121,9      | 126,0      | 133,8      | 140,1      |

| Naam         | Inw./Km² 1962 | Inw./km² 1968 | Inw./km² 1975 | Inw./km² 1982 | Inw./km² 1990 | Inw./km² 1999 | Inw./km² 2008 | Inw./km² 2015 |
| ------------ | ------------- | ------------- | ------------- | ------------- | ------------- | ------------- | ------------- | ------------- |
| Val-de-Marne | 3.979,4       | 4.576,8       | 4.962,1       | 4.872,1       | 4.961,4       | 5.009,2       | 5.350,5       | 5.743,4       |
| Frankrijk*   | 84,2          | 90,1          | 95,4          | 98,5          | 102,7         | 106,1         | 112,7         | 119,7         |

Frankrijk* = exclusief overzeese gebieden
Bron: Recensement Populaire INSEE - 1962 tot 1999 population sans doubles comptes, nadien Population Municipale
Op 1 januari 2022 had Val-de-Marne 1.419.531 inwoners.

### De 10 grootste gemeenten in het departement
| #  | Gemeente              | Aantal inwoners (2022) |
| -- | --------------------- | ---------------------- |
| 1  | Vitry-sur-Seine       | 95.282                 |
| 2  | Créteil               | 92.859                 |
| 3  | Champigny-sur-Marne   | 78.367                 |
| 4  | Saint-Maur-des-Fossés | 76.010                 |
| 5  | Ivry-sur-Seine        | 64.526                 |
| 6  | Villejuif             | 58.142                 |
| 7  | Maisons-Alfort        | 57.422                 |
| 8  | Fontenay-sous-Bois    | 52.646                 |
| 9  | Vincennes             | 48.368                 |
| 10 | Choisy-le-Roi         | 46.122                 |